# Paraleptomenes communis
Paraleptomenes communis är en stekelart som beskrevs av Giordani Soika 1995. Paraleptomenes communis ingår i släktet Paraleptomenes och familjen Eumenidae. Inga underarter finns listade i Catalogue of Life.